# Senátní obvod č. 39 – Trutnov
Senátní obvod č. 39 – Trutnov je podle zákona č. 247/1995 Sb. tvořen celým okresem Trutnov a severní částí okresu Náchod, ohraničenou na jihu obcemi Teplice nad Metují, Jetřichov, Hynčice a Meziměstí.
Od ledna 2018 je v trutnovském obvodu senátorem nestraník Jan Sobotka, zvolený na kandidátce hnutí Starostové a nezávislí. V říjnových volbách 2014 získal šestiletý mandát Jiří Hlavatý. Dnem jeho zvolení za poslance do dolní komory parlamentu, 21. října 2017, mu dle Ústavy senátorský mandát zanikl. Prezident republiky tak v obvodu vyhlásil doplňovací volby, které 5. a 6. ledna 2018 vyhrál Jan Sobotka.

## Senátoři

Vlastimil Šubrt
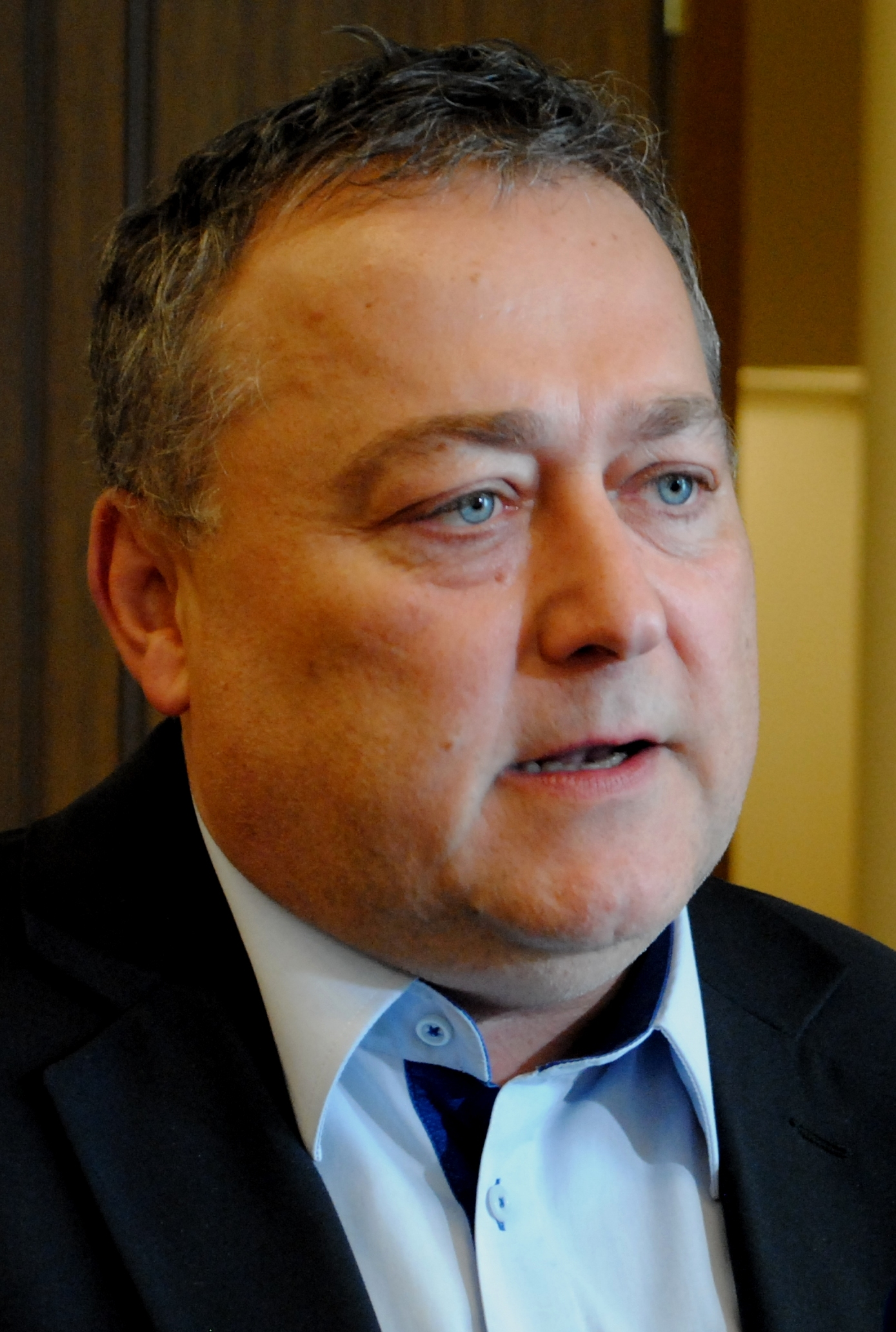
Ivan Adamec
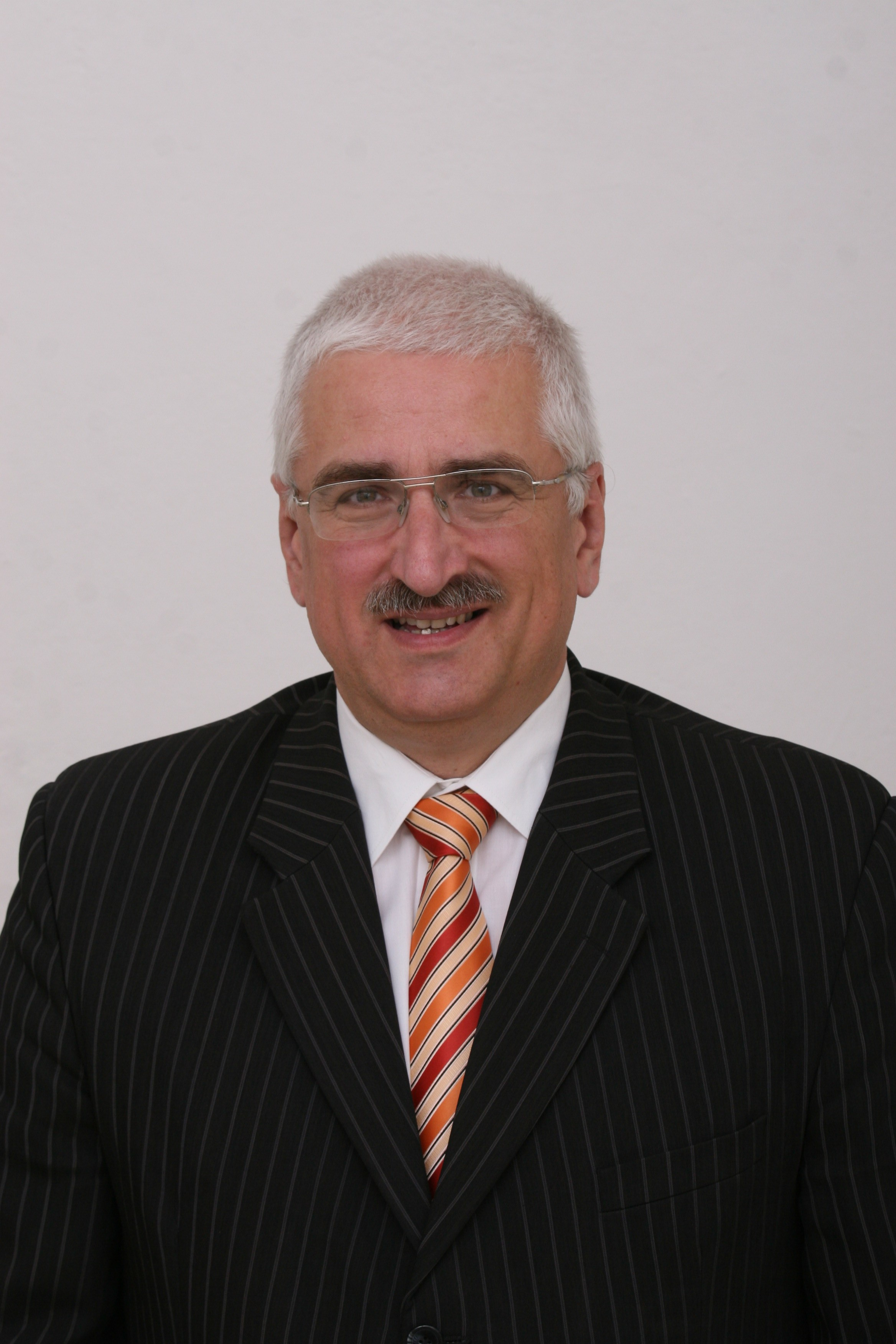
Pavel Trpák
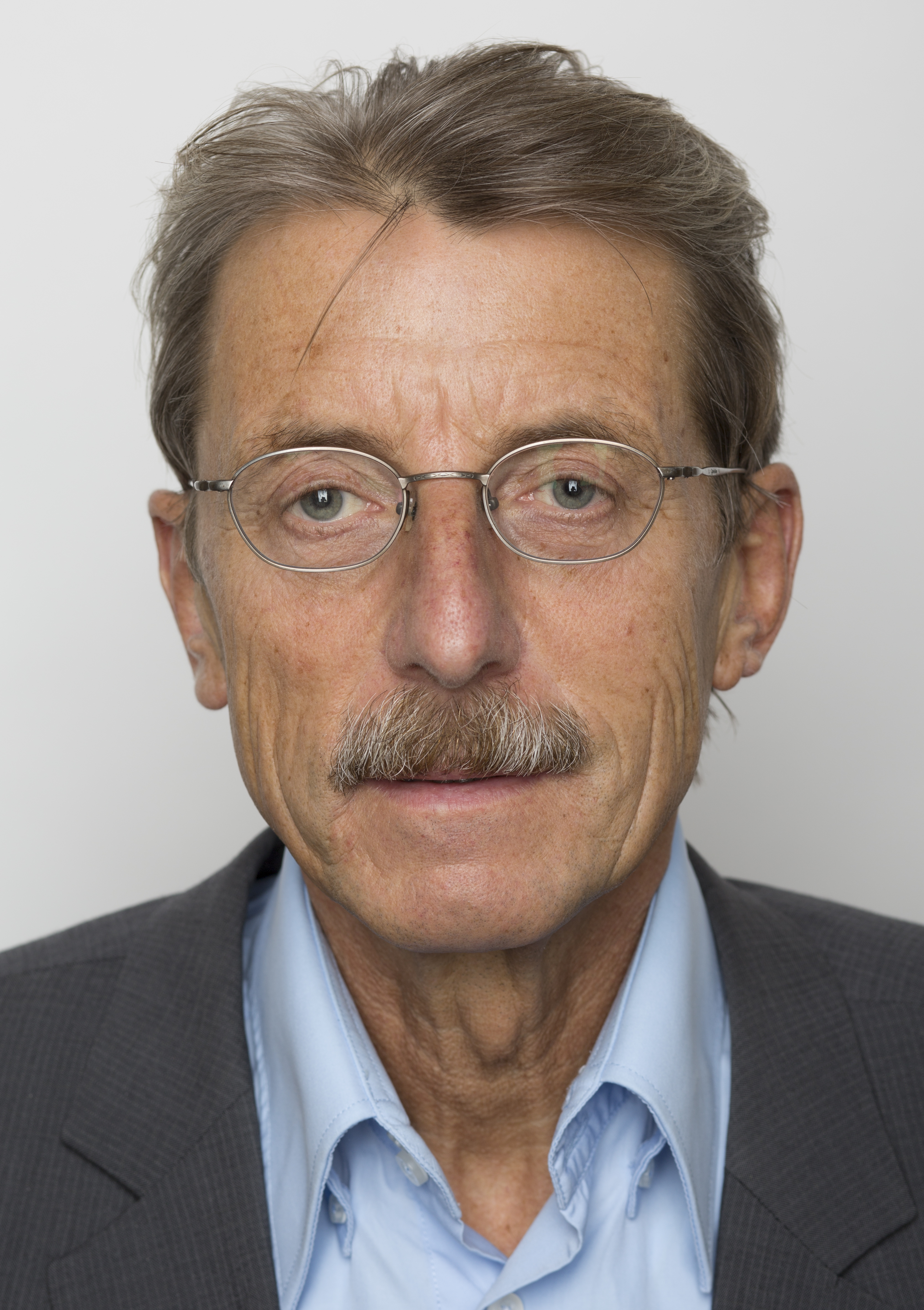
Jiří Hlavatý
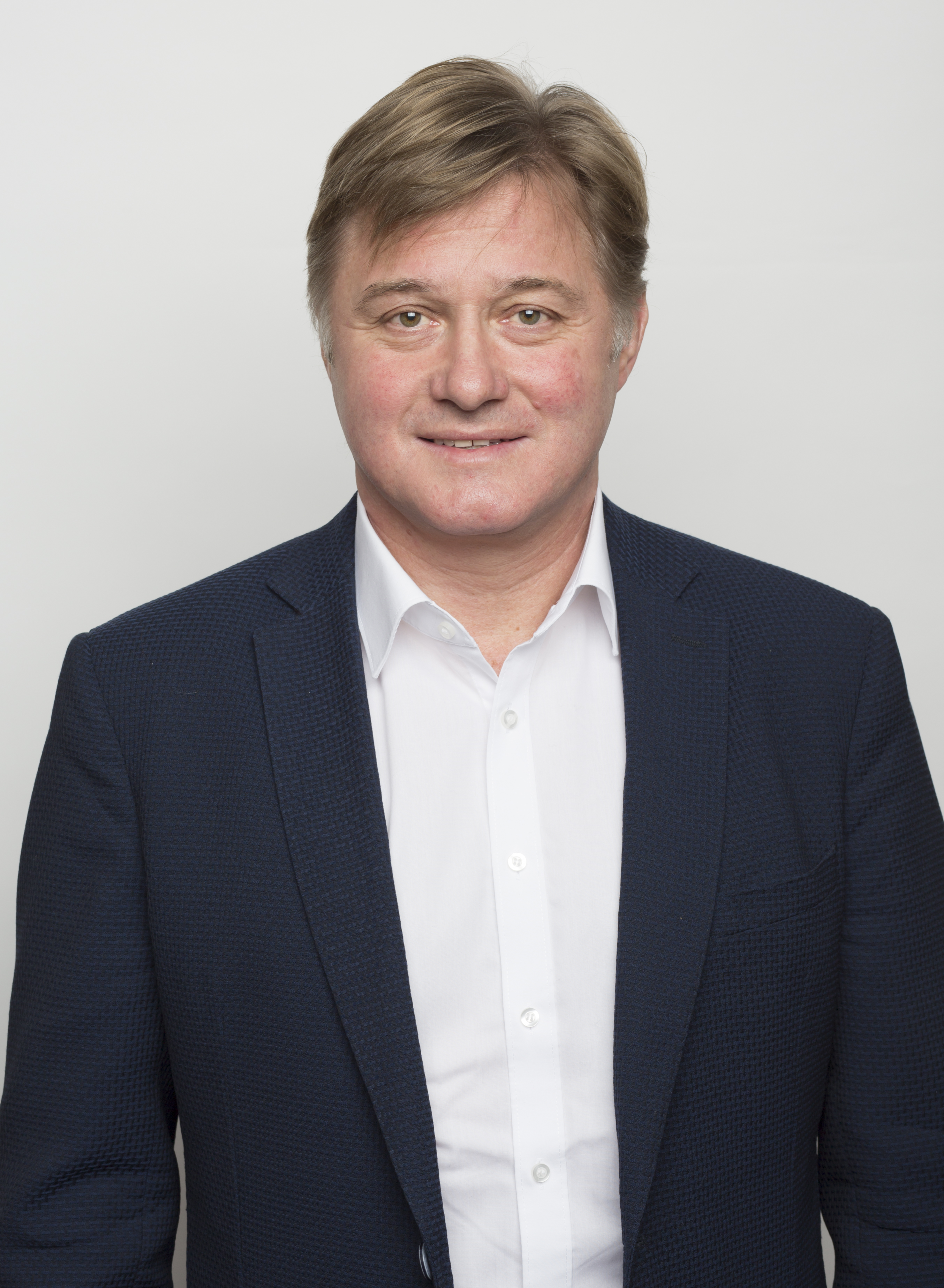
Jan Sobotka

| Volby | Volby       | Senátor         | Volební strana | Navrhující strana | Politická příslušnost | Odkaz  |
| ----- | ----------- | --------------- | -------------- | ----------------- | --------------------- | ------ |
|       | 1996        | Vlastimil Šubrt | ODS            | ODS               | ODS                   | profil |
| 2002  | Ivan Adamec | profil          | ODS            | ODS               | ODS                   |        |
|       | 2008        | Pavel Trpák     | ČSSD           | ČSSD              | ČSSD                  | profil |
|       | 2014        | Jiří Hlavatý    | ANO            | ANO               | BEZPP                 | profil |
|       | 2018        | Jan Sobotka     | STAN           | STAN              | BEZPP                 | profil |
| 2020  |             | Jan Sobotka     | STAN           | STAN              | BEZPP                 | profil |

## Volby

### Rok 1996
| Kandidát | Kandidát                 | Volební strana | Navrhující strana | Politická příslušnost | Počet hlasů (1. kolo) | %     | Počet hlasů (2. kolo) | %     |
| -------- | ------------------------ | -------------- | ----------------- | --------------------- | --------------------- | ----- | --------------------- | ----- |
|          | Ing. Vlastimil Šubrt     | ODS            | ODS               | ODS                   | 12 605                | 38,92 | 16 308                | 53,81 |
|          | Mgr. Vasil Biben         | ČSSD           | ČSSD              | ČSSD                  | 6 016                 | 18,57 | 13 998                | 46,19 |
|          | Ing. Vlastimil Prouza    | KSČM           | KSČM              | KSČM                  | 4 509                 | 13,92 | —                     | —     |
|          | Ing. Ondřej Šik          | ODA            | ODA               | BEZPP                 | 2 883                 | 8,90  | —                     | —     |
|          | doc. PhDr. Vladimír Wolf | ČSNS           | ČSNS              | ČSNS                  | 1 881                 | 5,81  | —                     | —     |
|          | Zdeněk Martinec          | SŽJ            | SŽJ               | SŽJ                   | 1 817                 | 5,61  | —                     | —     |
|          | Ing. Jaroslav Pauer      | NEZ            | NEZ               | BEZPP                 | 1 509                 | 4,66  | —                     | —     |
|          | Jiří Buben               | NK             | NK                | BEZPP                 | 796                   | 2,46  | —                     | —     |
|          | Ing. Jaroslav Jůzek      | DEU            | DEU               | DEU                   | 374                   | 1,15  | —                     | —     |

### Rok 2002
| Kandidát | Kandidát            | Volební strana | Navrhující strana | Politická příslušnost | Počet hlasů (1. kolo) | %     | Počet hlasů (2. kolo) | %     |
| -------- | ------------------- | -------------- | ----------------- | --------------------- | --------------------- | ----- | --------------------- | ----- |
|          | Mgr. Ivan Adamec    | ODS            | ODS               | ODS                   | 10 597                | 44,42 | 17 854                | 57,05 |
|          | MUDr. Pavel Trpák   | ČSSD           | ČSSD              | ČSSD                  | 5 933                 | 24,87 | 13 441                | 42,94 |
|          | Petr Jandera        | KSČM           | KSČM              | KSČM                  | 4 063                 | 17,13 | —                     | —     |
|          | JUDr. Tomáš Paducha | US-DEU         | US-DEU            | US-DEU                | 3 260                 | 13,66 | —                     | —     |

### Rok 2008
| Kandidát | Kandidát                          | Volební strana   | Navrhující strana | Politická příslušnost | Počet hlasů (1. kolo) | %     | Počet hlasů (2. kolo) | %     |
| -------- | --------------------------------- | ---------------- | ----------------- | --------------------- | --------------------- | ----- | --------------------- | ----- |
|          | MUDr. Pavel Trpák                 | ČSSD             | ČSSD              | ČSSD                  | 10 039                | 27,56 | 16 241                | 52,86 |
|          | Mgr. Ivan Adamec                  | ODS              | ODS               | ODS                   | 11 169                | 30,67 | 14 483                | 47,13 |
|          | prof. MUDr. Zbyněk Vobořil, DrSc. | NK               | NK                | BEZPP                 | 5 270                 | 14,47 | —                     | —     |
|          | Ing. Jan Sobotka                  | US-DEU, SOS, VPM | US-DEU            | BEZPP                 | 4 209                 | 11,55 | —                     | —     |
|          | Jiří Gangur                       | KSČM             | KSČM              | KSČM                  | 4 202                 | 11,53 | —                     | —     |
|          | RNDr. Jiří Kulich                 | SZ               | SZ                | SZ                    | 1 525                 | 4,18  | —                     | —     |

### Rok 2014
| Kandidát | Kandidát            | Volební strana | Navrhující strana | Politická příslušnost | Počet hlasů (1. kolo) | %     | Počet hlasů (2. kolo) | %     |
| -------- | ------------------- | -------------- | ----------------- | --------------------- | --------------------- | ----- | --------------------- | ----- |
|          | Ing. Jiří Hlavatý   | ANO            | ANO               | BEZPP                 | 12 945                | 34,39 | 11 563                | 63,94 |
|          | Adolf Klepš         | TOP 09, STAN   | TOP 09            | BEZPP                 | 8 051                 | 21,39 | 6 521                 | 36,05 |
|          | MUDr. Pavel Trpák   | ČSSD           | ČSSD              | ČSSD                  | 4 848                 | 12,88 | —                     | —     |
|          | Mgr. Pavel Káňa     | ODS            | ODS               | ODS                   | 4 577                 | 12,16 | —                     | —     |
|          | Slavomil Brádler    | KSČM           | KSČM              | KSČM                  | 2 615                 | 6,94  | —                     | —     |
|          | Stanislav Penc      | Kozy           | Kozy              | BEZPP                 | 2 186                 | 5,80  | —                     | —     |
|          | Stanislav Rudolfský | HDP            | HDP               | HDP                   | 1 742                 | 4,62  | —                     | —     |
|          | Jaroslava Hamerková | SPO            | SPO               | SPO                   | 670                   | 1,78  | —                     | —     |

### Rok 2018

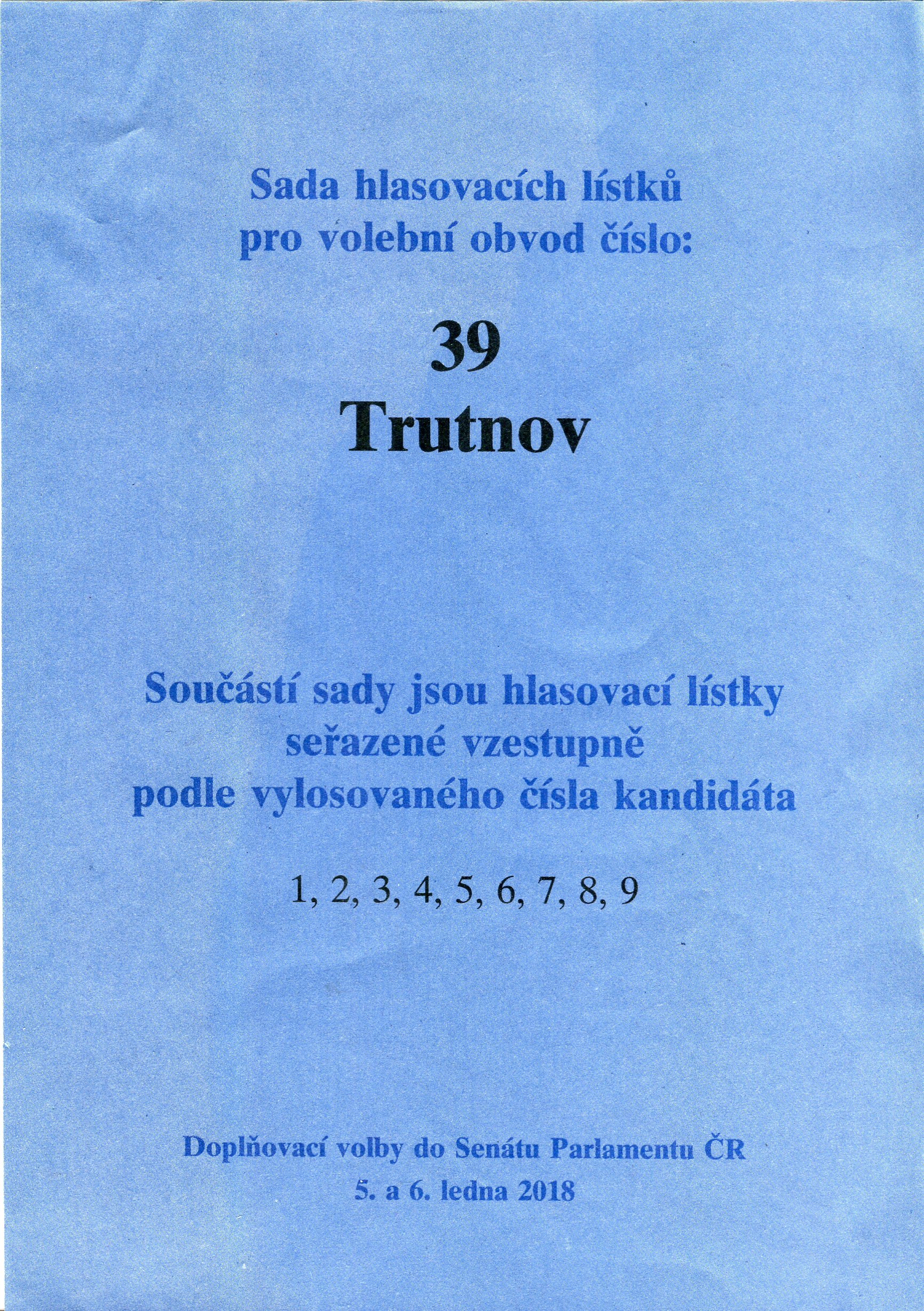
Úvodní list sady hlasovacích lístků pro doplňovací volby do Senátu 2018 pro volební obvod č. 39 – Trutnov

| Kandidát | Kandidát               | Volební strana | Navrhující strana | Politická příslušnost | Počet hlasů (1. kolo) | %     | Počet hlasů (2. kolo) | %     |
| -------- | ---------------------- | -------------- | ----------------- | --------------------- | --------------------- | ----- | --------------------- | ----- |
|          | Ing. Jan Sobotka       | STAN           | STAN              | BEZPP                 | 7 615                 | 33,52 | 30 331                | 67,12 |
|          | Ing. Jiří Hlavatý      | ANO            | ANO               | BEZPP                 | 5 728                 | 25,21 | 14 859                | 32,88 |
|          | Mgr. Klára Sovová      | NEI            | NEI               | NEI                   | 2 700                 | 11,88 | —                     | —     |
|          | Mgr. Jaroslav Dvorský  | Piráti         | Piráti            | BEZPP                 | 2 406                 | 10,59 | —                     | —     |
|          | Iva Řezníčková         | KSČM           | KSČM              | BEZPP                 | 1 612                 | 7,10  | —                     | —     |
|          | Karel Šklíba           | ČSSD           | ČSSD              | ČSSD                  | 1 294                 | 5,70  | —                     | —     |
|          | Luďka Tomešová         | SPD            | SPD               | SPD                   | 759                   | 3,34  | —                     | —     |
|          | Blanka Horáková        | ODA            | ODA               | ODA                   | 455                   | 2,00  | —                     | —     |
|          | PhDr. Terezie Holovská | NK             | NK                | BEZPP                 | 149                   | 0,66  | —                     | —     |

### Rok 2020
| Kandidát | Kandidát          | Volební strana | Navrhující strana | Politická příslušnost | Počet hlasů (1. kolo) | %     | Počet hlasů (2. kolo) | %     |
| -------- | ----------------- | -------------- | ----------------- | --------------------- | --------------------- | ----- | --------------------- | ----- |
|          | Ing. Jan Sobotka  | STAN           | STAN              | BEZPP                 | 14 839                | 41,71 | 12 140                | 74,58 |
|          | Ing. Jan Jarolím  | ANO            | ANO               | ANO                   | 9 345                 | 26,26 | 4 137                 | 25,41 |
|          | Mgr. Klára Sovová | ODS            | ODS               | ODS                   | 8 142                 | 22,88 | —                     | —     |
|          | Michal Slavka     | SPD            | SPD               | SPD                   | 3 250                 | 9,13  | —                     | —     |

## Volební účast
|  | nejvyšší volební účast |  | nejnižší volební účast |

| Rok  | % (1. kolo) | % (2. kolo) |
| ---- | ----------- | ----------- |
| 1996 | 33,45       | 31,15       |
| 2002 | 23,78       | 33,00       |
| 2008 | 38,75       | 30,17       |
| 2014 | 39,55       | 17,87       |
| 2018 | 22,90       | 59,43       |
| 2020 | 37,13       | 16,49       |